# 穴鈍鱸
穴鈍鱸為輻鰭魚綱鱸形目鱸亞目太陽魚科的其中一種，被IUCN列為次級保育類動物，分布於北美洲美國北卡羅來納州、維吉尼亞州的淡水水域，體長可達36公分，棲息在礫石底質的水域，屬肉食性。